# Nguyễn Minh Châu (thượng tướng)
Nguyễn Minh Châu (1921-23/10/1999) là một tướng lĩnh cao cấp Quân đội nhân dân Việt Nam, quân hàm thượng tướng, Ủy viên Ban Chấp hành Trung ương Đảng Cộng sản Việt Nam. Ông từng giữ các trọng trách như Tư lệnh Quân khu 6 thuộc B2, Tham mưu trưởng Quân giải phóng miền Nam Việt Nam , Tư lệnh Đoàn 232 trong Chiến dịch Hồ Chí Minh, Tư lệnh Quân khu VII, Phó Tổng thanh tra Quân đội, Trưởng đại diện Bộ quốc phòng tại phía Nam.

## Tiểu Sử
Nguyễn Minh Châu (bí danh Năm Ngà), sinh tại xã Thái Bình, huyện Châu Thành, tỉnh Tây Ninh.
Tháng 8 năm 1945, ông tham gia giành chính quyền ở Sài Gòn trong Tổng khởi nghĩa Cách mạng, rồi sau đó tham gia quân đội. Suốt 9 năm kháng chiến chống Pháp, ông tham gia chỉ huy và chiến đấu tại chiến trường khu 6. Đầu năm 1954, ông từ Trung đoàn 108 được điều về khôi phục củng cố lại Trung đoàn 96 trên cương vị trung đoàn trưởng, hoạt động liên tục trên Đường 19. Ông chỉ huy trung đoàn đánh thắng trận An Khê ngày 24-6-1954 tiêu diệt binh đoàn cơ động 100 của Pháp. Sau khi trận đánh kết thúc, Đại tướng Tổng tư lệnh Võ Nguyên Giáp đã điện khen ngợi và Chủ tịch Hồ Chí Minh ký quyết định trao Huân chương Kháng chiến hạng nhất cho Trung đoàn 96.
Sau Hiệp định Genève, ông chuyển quân tập kết ra Bắc, khi đó ông là Tỉnh đội trưởng Tỉnh đội Bình Thuận.
Năm 1958, sau một thời gian ra Bắc làm sư đoàn phó Sư đoàn 305, Nguyễn Minh Châu được phong quân hàm thượng tá. Tháng 4-1963, ông trở về Nam nhận nhiệm vụ Tư lệnh Quân khu 6 và đến tháng 5-1965 được thăng quân hàm đại tá. Tháng 4-1974, ông được thăng Thiếu tướng lúc đang giữ trọng trách tham mưu trưởng Bộ chỉ huy Quân giải phóng miền Nam.
Đầu năm 1975, Bộ Tư lệnh Quân giải phóng miền Nam quyết định thành lập Đoàn 232 tương đương một quân đoàn, trên cơ sở Sư đoàn 5 và Sư đoàn 302 cùng các binh chủng phối thuộc, ông làm tư lệnh Đoàn 232.
Tháng 5-1988, ông được cử làm Trưởng đại diện Bộ Quốc phòng tại phía Nam.
- Tháng 6-1981, ông được thăng Trung tướng, Phó Tư lệnh Quân khu 7. Tháng 1-1986, ông được thăng Thượng tướng, Tư lệnh Quân khu 7, rồi Phó Tổng thanh tra Quân đội.
- Ủy viên Ban Chấp hành Trung ương Đảng Cộng sản Việt Nam các khóa V và VI
- Đại biểu Quốc hội Việt Nam các khóa VII và VIII.

## Khen thưởng
Ông được Nhà nước Việt Nam tặng nhiều huân, huy chương:
- Huân chương Hồ Chí Minh
- Danh hiệu Anh hùng lực lượng vũ trang nhân dân (năm 2010)[4].
- Huân chương Quân công hạng Nhất, 2 hạng Ba.
- 2 Huân chương kháng chiến hạng nhất

Năm 2021, tên ông được Hội đồng nhân dân thành phố Hà Nội đặt cho một tuyến phố ở phường Việt Hưng và Phúc Đồng, quận Long Biên.